# Tru64 UNIX
Tru64 UNIX ist ein kommerzielles Unix-Betriebssystem aus der System-V-Familie. Basierend auf einem Mach-Microkernel unterstützt es die 64-Bit-Alpha-Mikroprozessor-Architektur. Der reguläre Support wurde von HP zum 31. Dezember 2012 eingestellt. Es ist konform mit der Single UNIX Specification und darf daher die Bezeichnung „UNIX“ in Großbuchstaben tragen.

## Geschichte
Ursprünglich hieß das Betriebssystem (noch als 32-Bit-System) OSF/1, später wurde es in Digital UNIX (abgekürzt DUNIX) umbenannt und erhielt danach mit Tru64 UNIX seinen damaligen Namen.
Die Tru64-UNIX-Variante wurde ab 1993 für den Alpha-Prozessor (einen RISC-Prozessor der 64-Bit-Architektur) entwickelt. Der Alpha-Prozessor wurde von Digital Equipment (DEC) ca. 1992 eingeführt. Mit der Übernahme von DEC hatte Compaq die Alpha-Rechner samt Betriebssystem übernommen. Compaq fusionierte im Jahr 2002 mit Hewlett-Packard (HP).
Mit der Betriebssystem-Version 5 von Tru64 UNIX wurde im Jahr 2000 die Cluster-Technologie von OpenVMS übernommen. Mit dieser TruCluster-Technologie verfügte diese UNIX-Variante über die Möglichkeit, dass mehrere Systeme (Cluster-Member) gemeinsam Festplatten- und Netzwerk-Ressourcen verwenden bzw. verwalten und eine gemeinsame Systemkonfigurations-Datenbank benutzt wird.
HP versuchte, die Unix-Systeme Tru64 UNIX und HP-UX miteinander zu verschmelzen, jedoch wurde dieses Projekt Ende 2004 aufgegeben.
Als Dateisystem kommt unter Tru64 das Advanced File System, kurz AdvFS, zum Einsatz. Den Quelltext von AdvFS aus Tru64 UNIX veröffentlichte HP am 23. Juni 2008 unter der GPLv2 für Linux.

## Merkmale
Tru64 UNIX ist eine Implementation von OSF/1 (R1.0 bis R1.2) und nutzt wie dieses einen CMU-Mach-Kernel der Version 2.5. Dieser enthält noch einen vollständigen 4.3BSD-Kernel (Berkeley Software Distribution), erst ab Version 3.0 ist Mach ein vollständiger Mikrokernel. Für das Betriebssystem wurden zusätzlich u. a. Komponenten aus UNIX System V und aus BSD 4.3 und 4.4 verwendet. Tru64 UNIX bietet unter anderem Unterstützung für symmetrische Multiprozessorsysteme (SMP) und für Echtzeitsysteme.
Als grafische Oberfläche kommt das X Window System Version 11 („X11“), Release 6.5, und Motif zum Einsatz.
Tru64 UNIX ist darauf ausgelegt, zahlreichen von der Open Group definierten Industriestandards zu entsprechen, darunter POSIX, ist aber gleichzeitig kompatibel mit System-V-Programmen nach der System V Interface Definition (SVID) und kompatibel zu den 4.3BSD-Programmierschnittstellen (API, Application Programming Interface).